# Hippia pilosa
Hippia pilosa là một loài thực vật có hoa trong họ Cúc. Loài này được (P.J.Bergius) Druce mô tả khoa học đầu tiên năm 1917.